# Чемпіонат світу з гірськолижного спорту 2013
Чемпіонат світу з гірськолижного спорту 2013 проходив у Шладмінгу, Штирія, Австрія з 4 лютого по 17 лютого 2013 року.

## Переможці й призери

### Чоловіки
| Дисципліна              | Золото                        | Золото  | Срібло                     | Срібло  | Бронза                        | Бронза  |
| Швидкісний спуск        | Аксель Лунд Свіндаль Норвегія | 2:01.32 | Домінік Паріс Італія       | 2:01.78 | Давід Пуассон Франція         | 2:02.29 |
| Супергігантський слалом | Тед Лігеті США                | 1:23.96 | Готьє де Тессьєр Франція   | 1:24.16 | Аксель Лунд Свіндаль Норвегія | 1:24.18 |
| Гігантський слалом      | Тед Лігеті США                | 2:28:92 | Марсель Гіршер Австрія     | 2:29:73 | Манфред Мельгг Італія         | 2:30:67 |
| Слалом                  | Марсель Гіршер Австрія        | 1:51.03 | Фелікс Нойройтер Німеччина | 1:51.45 | Маріо Матт Австрія            | 1:51.68 |
| Суперкомбінація         | Тед Лігеті США                | 2:56.96 | Івиця Костелич Хорватія    | 2:58.11 | Ромед Бауманн Австрія         | 2:58.13 |

### Жінки
| Дисципліна              | Золото                    | Золото  | Срібло                     | Срібло  | Бронза                    | Бронза  |
| Швидкісний спуск        | Маріон Роллан Франція     | 1:50.00 | Надія Фанкіні Італія       | 1:50.16 | Марія Гефль-Ріш Німеччина | 1:50.70 |
| Супергігантський слалом | Тіна Мазе Словенія        | 1:35.39 | Лара Ґут Швейцарія         | 1:35.77 | Джулія Манкузо США        | 1:35.91 |
| Гігантський слалом      | Тесса Ворлі Франція       | 2:08.06 | Тіна Мазе Словенія         | 2:09.18 | Анна Феннінгер Австрія    | 2:09.24 |
| Слалом                  | Мікаела Шиффрін США       | 1:39.85 | Міхаела Кірхґассер Австрія | 1:40.07 | Фріда Гансдоттер Швеція   | 1:40.11 |
| Суперкомбінація         | Марія Гефль-Ріш Німеччина | 2:39.92 | Тіна Мазе Словенія         | 2:40.38 | Ніколь Госп Австрія       | 2:40.92 |

### Командні змагання
| Дисципліна        | Золото                                                                                               | Золото                                                                                               | Срібло                                                                                               | Срібло                                                                                               | Бронза                                                                                      | Бронза                                                                                      |
| Командні змагання | Австрія Ніколь Госп Міхаела Кірхґассер Кармен Тальманн Марсель Гіршер Марсель Матіс Філіпп Шерґгофер | Австрія Ніколь Госп Міхаела Кірхґассер Кармен Тальманн Марсель Гіршер Марсель Матіс Філіпп Шерґгофер | Швеція Наталі Еклунд Фріда Гансдоттер Марія Пієтіле Гольмнер Єнс Біггмарк Маттіас Гаргін Андре Мюрер | Швеція Наталі Еклунд Фріда Гансдоттер Марія Пієтіле Гольмнер Єнс Біггмарк Маттіас Гаргін Андре Мюрер | Німеччина Лена Дюрр Марія Гефль-Ріш Веронік Гронек Фріц Допфер Штефан Луйц Фелікс Нойройтер | Німеччина Лена Дюрр Марія Гефль-Ріш Веронік Гронек Фріц Допфер Штефан Луйц Фелікс Нойройтер |

## Таблиця медалей
| Місце  | Країна    | Золото | Срібло | Бронза | Загалом |
| ------ | --------- | ------ | ------ | ------ | ------- |
| 1      | США       | 4      | 0      | 1      | 5       |
| 2      | Австрія   | 2      | 2      | 4      | 8       |
| 3      | Франція   | 2      | 1      | 1      | 4       |
| 4      | Словенія  | 1      | 2      | 0      | 3       |
| 5      | Німеччина | 1      | 1      | 2      | 4       |
| 6      | Норвегія  | 1      | 0      | 1      | 2       |
| 7      | Італія    | 0      | 2      | 1      | 3       |
| 8      | Швеція    | 0      | 1      | 1      | 2       |
| 9      | Хорватія  | 0      | 1      | 0      | 1       |
| 9      | Швейцарія | 0      | 1      | 0      | 1       |
| Всього | Всього    | 11     | 11     | 11     | 33      |

## Виноски
1. ↑  FIS World Ski Championships Super G M Results (PDF). FIS. Процитовано 6 лютого 2013.[недоступне посилання з травня 2019]
2. ↑  FIS World Ski Championships Giant Slalom M Results. FIS. Архів оригіналу за 17 лютого 2013. Процитовано 15 лютого 2013. [Архівовано 2013-02-17 у Wayback Machine.]
3. ↑  FIS World Ski Championships Slalom M Results (PDF). FIS. Архів оригіналу (PDF) за 28 лютого 2013. Процитовано 17 лютого 2013. [Архівовано 2013-02-28 у Wayback Machine.]
4. ↑  FIS World Ski Championships Downhill L Results (PDF). FIS. Архів оригіналу (PDF) за 28 лютого 2013. Процитовано 10 лютого 2013. [Архівовано 2013-02-28 у Wayback Machine.]
5. ↑  FIS World Ski Championships Super G L Results (PDF). FIS. Процитовано 5 лютого 2013.[недоступне посилання з травня 2019]
6. ↑  FIS World Ski Championships Slalom L Results (PDF). FIS. Архів оригіналу (PDF) за 28 лютого 2013. Процитовано 8 лютого 2013. [Архівовано 2013-02-28 у Wayback Machine.]
7. ↑  FIS World Ski Championships Super Combined L Super Combined Results (PDF). FIS. Архів оригіналу (PDF) за 28 лютого 2013. Процитовано 8 лютого 2013. [Архівовано 2013-02-28 у Wayback Machine.]
8. ↑  FIS World Ski Championships Team event Results (PDF). FIS. Архів оригіналу (PDF) за 28 лютого 2013. Процитовано 12 лютого 2013. [Архівовано 2013-02-28 у Wayback Machine.]